# Toulo de Graffenried
Emmanuel Leo Ludwig De Graffenried, detto Toulo (Parigi, 18 maggio 1914 – Lonay, 22 gennaio 2007), è stato un pilota automobilistico svizzero.
Ha vinto il Gran Premio di Gran Bretagna del 1949, ultima edizione dello stesso prima dell'introduzione del Campionato mondiale di Formula 1.

## Carriera

### Gli inizi
Nato da una famiglia aristocratica svizzera, Toulo De Graffenried cominciò la sua carriera nel mondo dell'automobilismo nel 1936, guidando un'Alfa Romeo. Ottenne i suoi migliori risultati nella gara di casa, sul circuito di Bremgarten vicino a Berna, che vinse l'anno del suo esordio. Passò successivamente a guidare vetture Maserati, che avrebbe utilizzato per gran parte della propria carriera. Al termine della seconda guerra mondiale ottenne una prestigiosa vittoria al Gran Premio di Gran Bretagna 1949 alla guida di una Maserati del team di Enrico Platé, anche se lo stesso pilota ammise di essere stato favorito dalla buona sorte.

### Formula 1
Prese parte alla quasi totalità delle gare della stagione inaugurale di Formula 1 senza segnare punti. Successivamente le sue apparizioni si fecero più sporadiche, ma riuscì comunque a conseguire alcuni buoni risultati, tra cui un quarto posto al Gran Premio del Belgio 1953, anno in cui ottenne i suoi migliori risultati. Fece la sua ultima apparizione in Formula 1 nel 1956.

## Risultati completi in Formula 1
| 1950 | Scuderia     | Vettura          |     |     |  |   |  |  |   |  |  | Punti | Pos. |
| ---- | ------------ | ---------------- | --- | --- |  | - |  |  | - |  |  | ----- | ---- |
| 1950 | Enrico Platé | Maserati 4CLT/48 | Rit | Rit |  | 6 |  |  | 6 |  |  | 0     |      |

| 1951 | Scuderia                         | Vettura                         |   |  |  |     |  |     |     |   |  | Punti | Pos. |
| ---- | -------------------------------- | ------------------------------- | - |  |  | --- |  | --- | --- | - |  | ----- | ---- |
| 1951 | Alfa Romeo Scuderia Enrico Platé | Alfa Romeo 159 Maserati 4CLT/48 | 5 |  |  | Rit |  | Rit | Rit | 6 |  | 2     | 16º  |

| 1952 | Scuderia     | Vettura          |   |  |  |     |    |  |  |    |  | Punti | Pos. |
| ---- | ------------ | ---------------- | - |  |  | --- | -- |  |  | -- |  | ----- | ---- |
| 1952 | Enrico Platé | Maserati 4CLT/48 | 6 |  |  | Rit | 19 |  |  | NQ |  | 0     |      |

| 1953 | Scuderia        | Vettura        |  |  |   |   |   |     |   |     |     | Punti | Pos. |
| ---- | --------------- | -------------- |  |  | - | - | - | --- | - | --- | --- | ----- | ---- |
| 1953 | Vettura Privata | Maserati A6GCM |  |  | 5 | 4 | 7 | Rit | 5 | Rit | Rit | 7     | 8º   |

| 1954 | Scuderia        | Vettura                      |   |  |  |  |  |  |  |  |     | Punti | Pos. |
| ---- | --------------- | ---------------------------- | - |  |  |  |  |  |  |  | --- | ----- | ---- |
| 1954 | Vettura Privata | Maserati A6GCM Maserati 250F | 8 |  |  |  |  |  |  |  | Rit | 0     |      |

| 1956 | Scuderia            | Vettura       |  |  |  |  |  |  |  |   |  | Punti | Pos. |
| ---- | ------------------- | ------------- |  |  |  |  |  |  |  | - |  | ----- | ---- |
| 1956 | Scuderia Centro Sud | Maserati 250F |  |  |  |  |  |  |  | 7 |  | 0     |      |

| Legenda | 1º posto     | 2º posto | 3º posto    | A punti         | Senza punti/Non class.  | Grassetto – Pole position Corsivo – Giro più veloce |
| Legenda | Squalificato | Ritirato | Non partito | Non qualificato | Solo prove/Terzo pilota | Grassetto – Pole position Corsivo – Giro più veloce |